# アヤン
アヤン （Ayen、オック語:Aiént）は、フランス、ヌーヴェル＝アキテーヌ地域圏、コレーズ県のコミューン。

## 地理
アヤンはリムーザンに属する。それは、ブリーヴ地方の堆積盆地に向かって伸びるペリゴール・ブラン地方の円丘が証となっている。粘土と石灰岩質の土壌で、花崗岩はない。コミューンはエル川とロゼクス川（いずれもヴェゼール川の支流）の水源となっている。

## 歴史
古くは伯爵領であった。1737年2月に第4代ノアイユ公爵でアヤン伯爵でもあったルイ・ド・ノアイユに対し、アヤン公爵の位が授けられた。
マルタ騎士団のリムーザンにある重要なコマンドリー（騎士団領）の1つであった。
アキテーヌ全土と同様に、1137年、アリエノール・ダキテーヌのルイ7世との結婚によりアヤンはフランス王の支配が及ぶこととなったが、アリエノールの再婚によってイングランド支配を受けることになった。
リムーザンの男爵たちによる2世紀もの終わりのない乱世の後、マルモンとアヤンはイングランド軍に占領された。城を攻略したのはリチャード獅子心王である。
1415年、シャルル6世によって支援されたブリーヴ住民たちがマルモン城で殺戮を行った。イングランド勢の生き残りたちはアヤンに避難した。翌年、村の農民たちは城を包囲した。17日間の立てこもりの後、飢えと乾きに追い詰められたイングランド勢は降伏した。要塞城が敵の手に落ちるのを避けるため、未来のシャルル7世の執事となるジャン1世・ド・コンボルンはアヤン城破壊を命じられた。
アヤンはセギュールから向かう道路上の宿場の1つで、リチャード獅子心王によって知られていた。現在でもポンパドゥール、ジュイヤック、アヤン、そしてノアイユへと向かう途上に彼の軍が通過した名残がある。彼はその生涯を1199年、シャリュ城包囲中に終えることになる。

## 人口統計
| 1962年 | 1968年 | 1975年 | 1982年 | 1990年 | 1999年 | 2006年 | 2011年 |
| ------ | ------ | ------ | ------ | ------ | ------ | ------ | ------ |
| 761    | 733    | 654    | 704    | 682    | 623    | 686    | 723    |

参照元:1999年までEHESS、2004年以降INSEE